# 富山県道65号富山大沢野線
富山県道65号富山大沢野線（とやまけんどう65ごう とやまおおさわのせん）は、富山県富山市を通る県道（主要地方道）である。

## 概要

### 路線データ
- 起点：富山県富山市五本榎（国道41号交点）
- 終点：富山県富山市笹津字上平割（国道41号・富山県道67号宇奈月大沢野線・富山県道188号東猪谷富山線交点）
- 実延長：19,299m

## 歴史
- 1923年（大正12年）4月1日 - 県道大久保新庄線（上新川郡大久保町下大久保〔現・富山市下大久保〕 - 同郡新庄町荒川〔現・富山市荒川〕間、11,782m）として県道指定[1]。
- 1982年（昭和57年）12月23日 - 認定[2]
- 1993年（平成5年）5月11日 - 建設省から、県道富山大沢野線が富山大沢野線として主要地方道に指定される[3]。

## 路線状況

### 別名
- 草島東線（富山市）

### 重複区間
- 富山県道178号流杉双代線（双代町交差点 - 中市交差点）
- 富山県道43号富山上滝立山線（富山市小杉・小杉交差点 - 富山市布市・布市駅南口交差点）
- 富山県道188号東猪谷富山線（富山市青柳新 - 富山市笹津字上平割）
- 富山県道35号立山山田線（富山市青柳新 - 富山市小黒）
- 富山県道183号大沢野大山線（富山市二松）
- 富山県道67号宇奈月大沢野線（富山市坂本 - 富山市笹津字上平割）

## 地理

### 通過する自治体
- 富山市

### 交差する道路

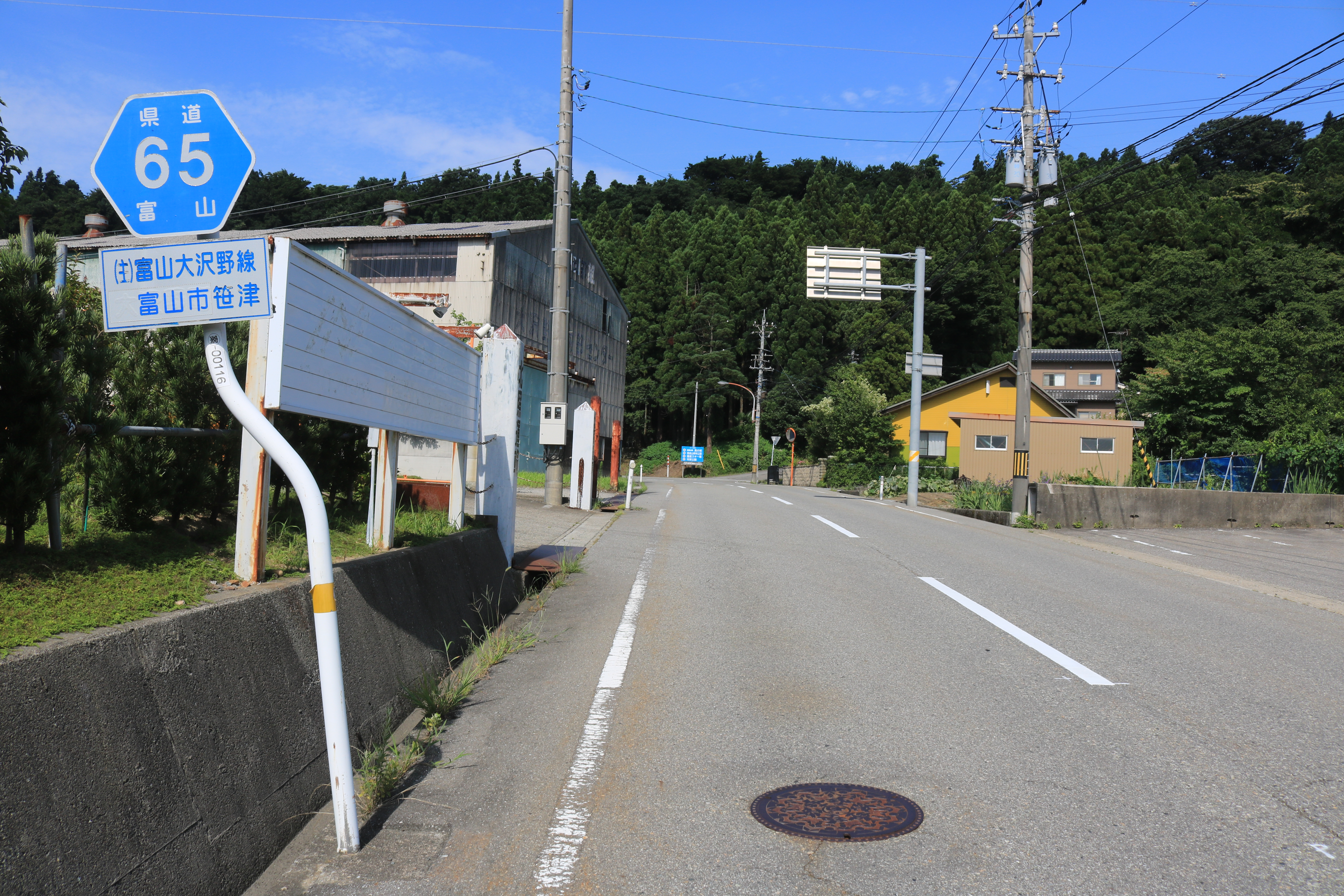
富山県道65号富山大沢野線、富山市笹津にて

- 国道41号（富山市五本榎・五本榎交差点、起点）
- 富山県道56号富山環状線（富山市飯野・飯野交差点）
- 富山県道121号新富山口停車場線（富山市鍋田）
- 富山県道177号蓮町新庄線（富山市鍋田）
- 富山県道316号稲荷町新庄線（富山市田中町・双代町北交差点）
- 国道41号（富山市双代町・双代町交差点）
- 富山県道6号富山立山公園線（富山市石金・石金交差点）
- 富山県道3号富山立山魚津線（富山市中市・中市交差点）
- 富山県道174号上滝山室線（富山市太田・山室中前交差点）
- 富山県道179号三室荒屋富山線（富山市本郷町・本郷町（三）交差点）
- 富山県道56号富山環状線（富山市本郷町）
- 富山県道43号富山上滝立山線（富山市小杉・小杉交差点）
- 富山県道43号富山上滝立山線（富山市布市・布市駅南口交差点）
- 富山県道68号富山外郭環状線（富山市吉岡・吉岡交差点）
- 富山県道188号東猪谷富山線（富山市青柳新）
- 富山県道35号立山山田線（富山市青柳新）
- 富山県道35号立山山田線（富山市小黒）
- 富山県道183号大沢野大山線（富山市二松）
- 富山県道183号大沢野大山線（富山市二松）
- 富山県道340号二松上大久保線（富山市二松）
- 富山県道193号坂本長附線（富山市坂本）
- 富山県道67号宇奈月大沢野線（富山市坂本）
- 国道41号 越中東街道（富山市笹津字上平割、終点）

### 沿線にある施設など
- 国道8号（滑川富山バイパス）
- あいの風とやま鉄道あいの風とやま鉄道線 新富山口駅
- JR高山本線 笹津駅
- 富山地方鉄道
  - 本線
    - 稲荷町駅
    - 新庄田中駅

  - 不二越線
    - 稲荷町駅
    - 栄町駅
    - 不二越駅
    - 大泉駅

  - 上滝線
    - 上堀駅
    - 小杉駅
    - 布市駅
    - 開発駅
- 富山県立中央病院
- 富山高等専門学校
- 富山県立富山南高等学校
- 不二越工業高等学校
- 富山市立東部中学校
- 富山市立大泉中学校
- 富山市立山室中学校
- 富山市立大沢野中学校
- 富山市立広田小学校
- 富山市立東部小学校
- 富山市立山室小学校
- 富山市立堀川南小学校
- 富山市立船峅小学校
- 神通川
- ジョーシン 富山本店
- ヤマダデンキ
  - 家電住まいる館YAMADA富山金泉寺店
  - テックランド富山山室店
- フェアモール富山
  - アピタ 富山東店
- グリーンモール山室
  - アルビス グリーンモール店
  - V・drug 山室店
- アピアショッピングセンター
  - アルビス アピア店
- アルビス 新庄店
- オートバックス 富山北店
- イオンタウン 上飯野
  - マックスバリュ 上飯野店
- 不二越 富山事業所